# Draconiden

Een Giacobinide nadert de aarde.

De Draconiden, ook wel Giacobiniden genoemd, is een meteoorzwerm veroorzaakt door de komeet 21P/Giacobini-Zinner waarvan de radiant ligt in het sterrenbeeld Draco. Het is waar te nemen in de maand oktober. 